# Philip Hans Franses
Philippus Henricus Benedictus Franciscus "Philip Hans" Franses (1963) is een Nederlandse econoom en hoogleraar toegepaste econometrie aan Erasmus School of Economics. Van 2006 tot 2019 was hij decaan van deze faculteit van de Erasmus Universiteit Rotterdam.

## Biografie
Franses, geboren in Wageningen, studeerde econometrie aan de Rijksuniversiteit Groningen, studeerde af in 1987 en promoveerde in 1991 aan Erasmus School of Economics van de Erasmus Universiteit Rotterdam op het proefschrift "Model selection and seasonality in time series" onder begeleiding van Teun Kloek, die in 1966 promoveerde bij Henri Theil.
Na zijn afstuderen begon hij zijn academische loopbaan als postdoc via een stipendium van de Koninklijke Nederlandse Akademie van Wetenschappen. In 1996 werd hij universitair hoofddocent bij het Econometrisch Instituut en volgde hij John Koster op als Directeur Onderzoek aan het Rotterdams Instituut voor Bedrijfseconomische Studies (RIBES). RIBES (Economische Faculteit) fuseerde met het instituut ERASM  (Faculteit Bedrijfskunde) en ging op in het Erasmus Research Institute of Management (ERIM) waarvan Franses de medeoprichter en eerste directeur was. In 1998 werd hij benoemd tot bijzonder hoogleraar Toegepaste Econometrie en in 1999 werd hij benoemd tot hoogleraar Marketingonderzoek aan Erasmus School of Economics van de Erasmus Universiteit Rotterdam. In 2022 werd hij benoemd tot hoogleraar Toegepaste Econometrie bij Erasmus School of Law.
Bekende promovendi waren Dick van Dijk (gepromoveerd in 1999, nu hoogleraar bij de Erasmus Universiteit Rotterdam); Peter Verhoef (2001), nu hoogleraar bij de Rijksuniversiteit Groningen; Bert de Groot (2006, emeritus hoogleraar Erasmus Universiteit en voormalig Rector Magnificus van Nyenrode Universiteit) en Dennis Fok (2003, nu hoogleraar bij de Erasmus Universiteit Rotterdam).
Franses is tevens Adjunct Professor aan de University of Western Australia sinds 2001, aan de Chiang Mai University sinds 2006 en aan de Anton de Kom Universiteit van Suriname sinds 2008. Van 2004 tot 2006 was hij directeur van het Econometrisch Instituut als opvolger van Herman K. van Dijk, en werd opgevolgd door Albert Wagelmans. In 2006 was Franses promotor van het ere-doctoraat dat aan professor Clive W.J. Granger werd uitgereikt. In 2006 werd Franses decaan van de Erasmus School of Economics, en dat bleef hij tot 2019. Zijn opvolger is Patrick Groenen.
In 2011 werd Franses gekozen tot lid van de Koninklijke Nederlandse Akademie van Wetenschappen. In 2012 ontving hij een eredoctoraat van de Universiteit van Chiang Mai in Thailand. In 1993 won Franses de Johannes Cornelis Ruigrok Prijs van de Koninklijke Hollandsche Maatschappij der Wetenschappen (KHMW), in 1996 werd hij gekozen tot lid van het Internationaal Instituut voor de Statistiek. Sinds 2001 is hij gekozen lid van de KHMW. In 2002 werd Franses gelauwerd als Journal of Applied Econometrics Distinguished Author, en in 2007 werd hij fellow van het Journal of Econometrics, in 2015 werd hij fellow van International Institute of Forecasters en in 2017 fellow van Econometric Reviews. In 2018 werd hij benoemd tot Honorary Research Fellow van het Erasmus Research Institute of Management. 

## Werk
Zijn wetenschappelijke werk betreft de ontwikkeling en toepassing van econometrische methoden voor relevante, betekenisvolle en interessante problemen in marketing, financiën en macro-economie. Naast meer dan 300 artikelen in internationale tijdschriften, publiceerde Franses ook enkele tekstboeken, waarvan de bekendste zijn:
- Time series models for business and economic forecasting, Cambridge: Cambridge University Press[7];
- Nonlinear time series models in empirical finance, Cambridge: Cambridge University Press, 2000[8] (met Dick van Dijk);
- Quantitative models in marketing research, Cambridge: Cambridge University Press 2001[9] (met Richard Paap);
- Econometric Methods with Applications in Business and Economics”, Oxford: Oxford University Press 2004[10] (met Christiaan Heij, Paul de Boer, Teun Kloek and Herman van Dijk);
- Enjoyable Econometrics, Cambridge: Cambridge University Press, 2018[11];
- “Kwantitatief Inzicht voor Juristen”, Den Haag: Boom Juridisch, 2021[12].

Naast wetenschapper is Franses een schrijver en kunstenaar. In 2019 verscheen zijn roman Het zwembad van Torarica bij Brave New Books. Samen met Paul van Geest publiceerde hij in 2020 Een kruisweg (uitgeverij Adveniat). Zijn kunstwerken zijn regelmatig te zien bij exposities en de schilderijen van de kruisweg zijn geëxposeerd in verscheidene kerken. Hij heeft een eigen galerie en atelier in het Rotterdamse Delfshaven.
- Bibsys: 90709689
- Bibliothèque nationale de France: cb13531536p (data)
- CiNii: DA10103327
- Gemeinsame Normdatei: 129435503
- International Standard Name Identifier: 0000 0001 0921 6367
- Library of Congress Control Number: n93030490
- Nationale Bibliotheek van Letland: 000039866
- Mathematics Genealogy Project: 227458
- Nationale Bibliotheek van Tsjechië: xx0027976
- Nationale Bibliotheek van Israël: 987007442229305171
- Nationale en Universitaire bibliotheek Zagreb: 000624490
- Nederlandse Thesaurus van Auteursnamen: 074837974
- ORCID: 0000-0002-2364-7777
- LIBRIS: 170190
- Système universitaire de documentation: 05047605X
- Virtual International Authority File: 85473480
- WorldCat: E39PBJjxw3KWKXQyq4gJbgrwmd